# Helictotrichon macrostachyum
Helictotrichon macrostachyum là một loài thực vật có hoa trong họ Hòa thảo. Loài này được (Balansa ex Coss. & Durrieu) Henrard mô tả khoa học đầu tiên năm 1940.